# Misgolas biroi
Misgolas biroi là một loài nhện trong họ Idiopidae.
Loài này thuộc chi Misgolas. Misgolas biroi được Wladislaus Kulczynski miêu tả năm 1908.